# 平頭哥半導體
平头哥半导体有限公司是阿里巴巴集团旗下的半导体芯片企業，成立于2018年9月19日。該公司由由阿里巴巴集团收购的芯片公司中天微系统有限公司以及阿里达摩院的自研芯片业务整合而来。平头哥名稱來自於蜜獾的别称。2019年9月25日，平头哥发布首款芯片產品神经网络处理器芯片含光800。

## 外部連結
- 官方网站